# Oostzee-Finse talen
De Oostzee-Finse talen, ook bekend als de Baltisch-Finse talen of Finnische talen, zijn een taalgroep binnen de Fins-Permische talen, die weer deel uitmaken van de Finoegrische talen. Ze behoren dus niet tot de Indo-Europese talen, anders dan de meeste andere talen die in Europa als officiële taal worden gesproken.
Tot de Oostzee-Finse talen behoren het Fins en Estisch, de officiële talen van achtereenvolgens Finland en Estland. Officieel erkende minderheidstalen zijn het Meänkieli (in Zweden), het Kveens (in Noorwegen) en het Fins, Karelisch en Wepsisch (in de Russische deelrepubliek Karelië). De talen hebben alles bij elkaar momenteel zo'n zeven miljoen sprekers, voornamelijk geconcentreerd in het gebied rond het oostelijk gedeelte van de Oostzee.
De Oostzee-Finse talen behoren, samen met de Samische talen, tot de Fins-Samische talen. Zowel de Oostzee-Finse talen als de Samische talen komen voort uit dezelfde oertaal, die zich rond 1000 v.Chr. afsplitste in de twee voornoemde groepen.
Ze worden gesproken door de Oostzee-Finse volkeren.

## Onderverdeling
De taalgroep wordt verder onderverdeeld in:
- Fins, waaronder:
  - Meänkieli
  - Karelisch, waaronder:
    - Olonetsisch
    - Ludisch

  - Kveens
- Estisch, waaronder:
  - Seto (Zuidestisch)
  - Võro (Zuidestisch)
- Wepsisch
- Wotisch — Bijna uitgestorven
- Lijfs — Vermoedelijk uitgestorven
- Ingrisch — Bijna uitgestorven